# Augusto Corrêa
Augusto Corrêa – miasto i gmina w Brazylii, w stanie Pará. Znajduje się w mezoregionie Nordeste Paraense i mikroregionie Bragantina.